# Пожарная автоцистерна

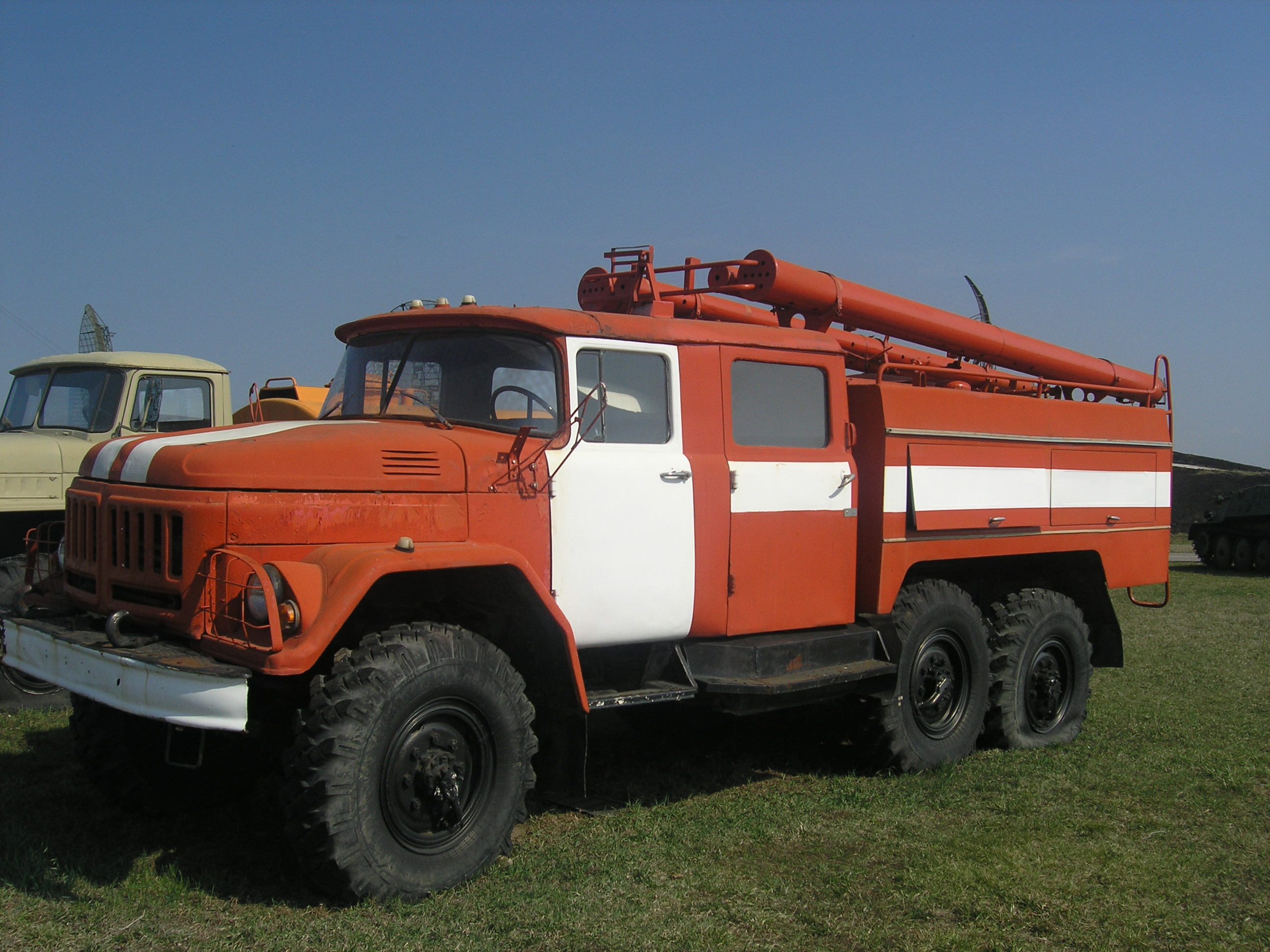
Пожарная автоцистерна АЦ-2,5-40(131Н)-6ВР на базе грузового автомобиля ЗИЛ-131

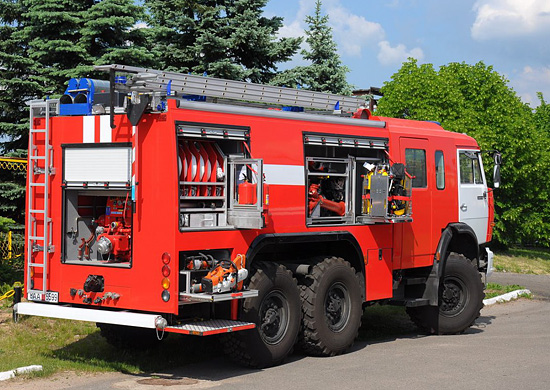
Пожарная автоцистерна АЦ-6-40 на базе КамАЗ-43118

Пожарная автоцистерна — наиболее распространённый тип основного пожарного автомобиля, разновидность автоцистерны. Оборудована пожарным насосом, ёмкостями для хранения жидких огнетушащих веществ (ОТВ) (воды и пенообразователя, используемого для получения воздушно-механической пены), средствами их подачи. Предназначается для доставки к месту пожара боевого расчёта, пожарно-технического вооружения (ПТВ) и оборудования, проведения действий по его тушению и аварийно-спасательных работ, также используется для подачи огнетушащего вещества и для подвоза воды в безводных районах. Расчёт пожарной автоцистерны составляет 3—7 человек.
Пожарные АЦ используются как самостоятельные боевые единицы с подачей воды из  собственной  цистерны, открытого водоема или водопроводной сети.  На  ней  может использоваться пенообразователь как из бака, так и из постороннего источника. Все  элементы пожарных надстроек размещаются в кузовах, смонтированных на шасси грузовых автомобилей
Цистерны для воды изготовляют вместимостью от 0,8 до 9  м3. Их вместимость является основой для классификации АЦ.
В настоящее время различают три главных типа/классификации АЦ:
- Лёгкая. Вмещает в себя до 2м3 или 2 000л средства.

- Средняя. До 4м3 или 4 000л.

- Тяжёлая. От 4м3 или 4 000л.